# Gustav Karl Wilhelm Hermann Karsten
Gustav Karl Wilhelm Hermann Karsten (Stralsund, 1817 - Berlín, 1908) fou un botànic, pteridòleg, micòleg, i geòleg alemany.
Va treballar a Amèrica llatina entre 1844 i 1856, principalment a Veneçuela, Colòmbia i l'Equador. Va ser professor de Botànica a Berlín i a Viena, on es troben les col·leccions d'espècimens que va recol·lectar.
Germans seus eren el físic Gustav Karsten (1820–1900) i el mineralogista Hermann Karsten (1809–1877).

## Obra
- -—, c.f. Schmidt (il.) Auswahl neuer und schön blühender Gewæchse Venezuela’s. Verlag der Deckerschen geheimen Ober-Hofbuchdruckerei, Berlin 1848. – online

- Verzeichniß der im Rostocker academischen Museum befindlichen Versteinerungen aus dem Sternberger Gestein. Adler, Rostock 1849. – online

- -—, hugo von Mohl. Das Geschlechtsleben der Pflanzen und die Parthenogenesis. Verlag der Königlichen Geheimen Ober-Hofbuchdruckerei, Berlin 1860. – online

- Florae Columbiae terrarumque adiacentium specimina selecta in peregrinatione duodécima annorum observata. Dümmler, Berlin 1861 & 1869. – 
  - Vol. 1 online, en nbn vol. 1
  - Vol. 2 online, en nbn vol. 2

- Lehrbuch der Krystallographie. Voss, Leipzig 1861. – online

- Gesammelte Beiträge zur Anatomie und Physiologie der Pflanzen. Vol. 1. 1843–1863. Dümmler, Berlin 1865. – online

- Chemismus der Pflanzenzelle. Eine morphologisch-chemische Untersuchung der Hefe mit Berücksichtigung der Natur, des Ursprunges und der Verbreitung der Contagien. Braumüller, Viena 1869. – online

- Deutsche Flora. Pharmazeutisch-medizinische Botanik. Ein Grundriss der systematischen Botanik zum Selbststudium für Ärzte, Apotheker und Botaniker. Spaeth, Berlin 1880–1883. – online

- Illustrirtes Repetitorium der pharmaceutisch-medicinischen Botanik und Pharmacognosie. Springer, Berlin 1886

- Flora von Deutschland, Oesterreich und der Schweiz mit Einschluss der fremdländischen medicinisch und technisch wichtigen Pflanzen, Droguen und deren chemisch-physiologischen Eigenschaften. Für alle Freunde der Pflanzenwelt. Vols. 1. 2. Köhler, Gera-Untermhaus 1895. – online

## Font
- Robert Zander, Fritz Encke, Günther Buchheim, Siegmund Seybold (Hrsg.) 1984. Handwörterbuch der Pflanzennamen. 13ª ed. Ulmer Verlag, Stuttgart. ISBN 3-8001-5042-5